# Рокур Нільсен Акралід
Рокур Нільсен Акралід (фар. Rókur Akralíð; 6 лютого 1987) — фарерський гандболіст. Виступає за данський гандбольний клуб HEI Hånbold та національну збірну Фарерських островів.